# Leandre Villaronga i Garriga
Leandre Villaronga i Garriga (Barcelona, Barcelonès, 14 de març de 1919 - Barcelona, Barcelonès, 20 de juliol de 2015) va ser un investigador numismàtic i un prestigiós col·leccionista i estudiós de la moneda de l'edat antiga de la península Ibèrica.
De professió industrial passamaner i de formació autodidàctica, s'especialitzà en treballs de numismàtica, i la publicació dels seus estudis van aconseguir ràpidament un gran reconeixement internacional. Durant els seus anys d'investigació, va reunir més de 60.000 fitxes d'arxiu amb dades que li permeteren catalogar, descriure i situar cronològicament les peces, així com sistematitzar les emissions i analitzar les dades ponderals i les rareses.
La seva obra comprèn més de dos-cents articles i catorze llibres consagrats, en la seva major part, a la numismàtica antiga. Fou un treballador incansable i un estudiós generós que compartia les dades que podien fer avançar les investigacions sobre numismàtica. Va ser un innovador metodològic i el creador d'una veritable escola de numismàtica al país.
Va ser membre i president fundador de la Societat Catalana d'Estudis Numismàtics, filial de l'Institut d'Estudis Catalans, entre el 1979 i el 1995, i posteriorment, en les següents juntes directives, el seu vicepresident. Fou doctor honoris causa per la Universitat de Colònia (1981) i rebé diversos guardons. Fou membre de la International Numismatic Comission entre els anys 1986 i 1994. El 1970 va fundar l'anuari Acta Numismàtica, que va dirigir durant trenta-un anys. La seva trajectòria d'investigació ha estat distingida amb els màxims guardons per les societats numismàtiques americana, anglesa, belga i francesa.

## Publicacions[1][2]
- Las monedas de Arse-Saguntum (1967)
- Las monedas hispano-cartaginesas (1973)
- La moneda de Barcelona (1976), The Aes coinage of Emporion (1977)
- Las monedas ibéricas de Ilerda (1978)
- Numismática antigua de Hispania(1979)
- Les monedes ibèriques de Tàrraco (1983)
- Estadística aplicada a la Numismàtica (1985)
- Tresors monetaris de la península Ibèrica anteriors a August (1993)
- Denarios i quinarios ibéricos (1995)
- Corpus nummum Hispaniae ante Augusti aetatem (1994)
- Les dracmes iberiques i llurs divisors (1998)
- Les dracmes emporitanes de Principi del segle II de C. (2002)
- Ancient Coinage of the Iberian Peninsula (2011), amb Jaume Benages. Aquesta última publicació és el colofó de tot un treball que, de manera exhaustiva i científicament plantejada, ofereix l'estudi de la totalitat de les monedes emeses entre les gregues del segle V aC i les barcelonines de l'emperador Màxim Tirà del segle V dC.

També ha realitzat cinc monografies sobre les monedes de plata gregues d'Emporion i Rhode i les seves imitacions ibèriques (1997-2003).